# Oldenburgische P 4.2
Die Dampflokomotiven der Gattung P 4.2 der Großherzoglich Oldenburgischen Staatseisenbahnen wurden nach dem Vorbild der preußischen P 4.2 gebaut, wiesen allerdings kleinere Abweichungen wie zum Beispiel einen Dampftrockner der Bauart Ranafier und bei drei Exemplaren die in Oldenburg verbreitete Ventilsteuerung der Bauart Lentz auf. Sie wurden ab dem Jahr 1907 gefertigt. Insgesamt beschaffte man bis 1909 acht Maschinen. Während ihrer Zugehörigkeit zur Staatseisenbahn wurden die Lokomotiven mit Planetennamen bezeichnet.
Die Lokomotive „175 Venus“ erlangte dabei eine gewisse Berühmtheit, als sie am 25. Juli 1913 spektakulär an der geöffneten Friesenbrücke bei Weener hängen blieb und nicht abstürzte. Die Lok erlitt nur unbedeutende Schäden, wurde mittels des Kranschiffs Viper der Kaiserlichen Werft Wilhelmshaven geborgen und anschließend weiter eingesetzt.
Bei der Reichsbahn erhielten die Loks die Nummern 36 1251 bis 36 1258.
Als Tender kamen solche der preußischen Bauarten 3 T 12 oder 2'2' T 20 zum Einsatz.